# Flisz karpacki

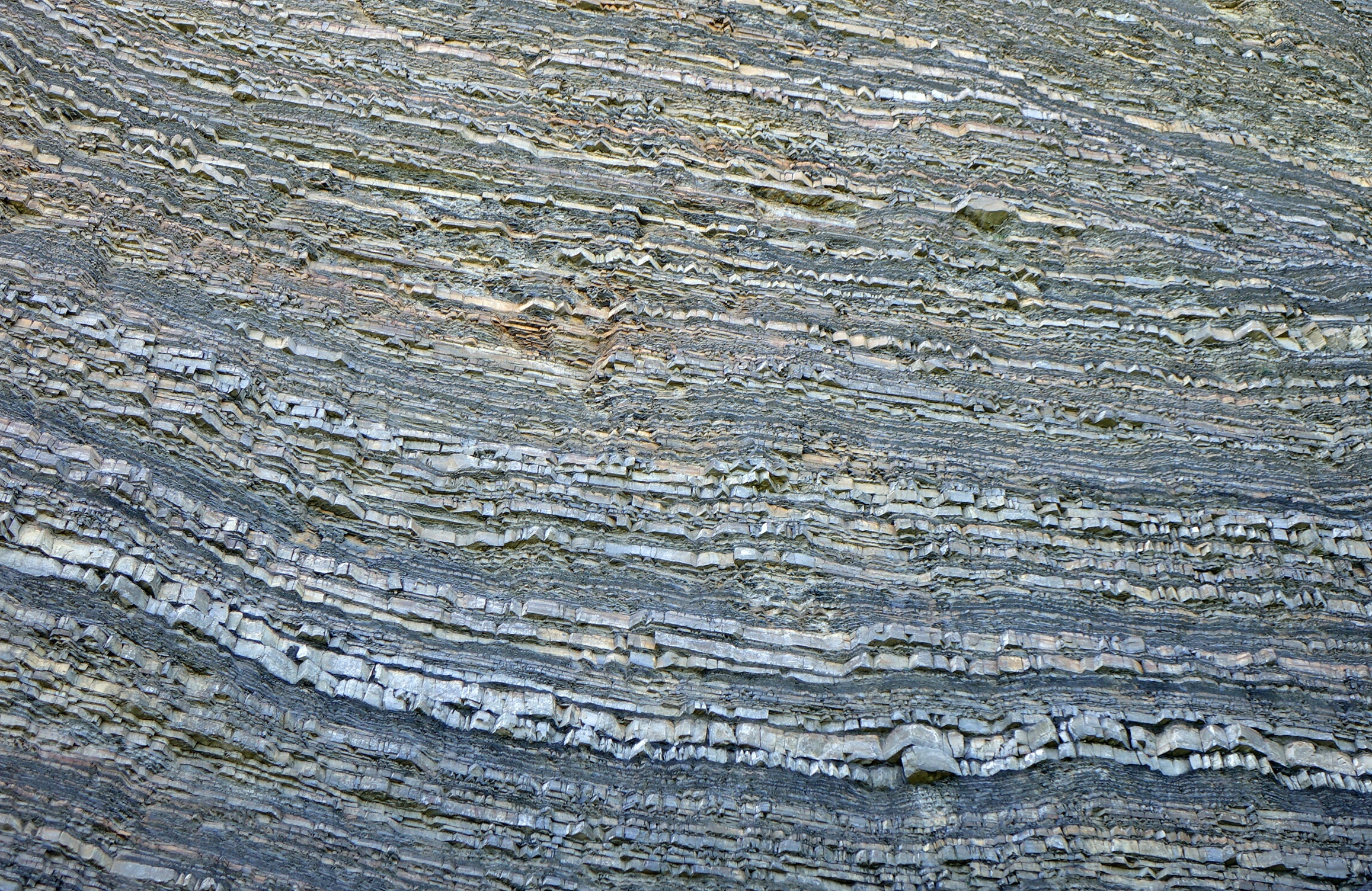
Flisz karpacki w Kamieniołomie w Kozach

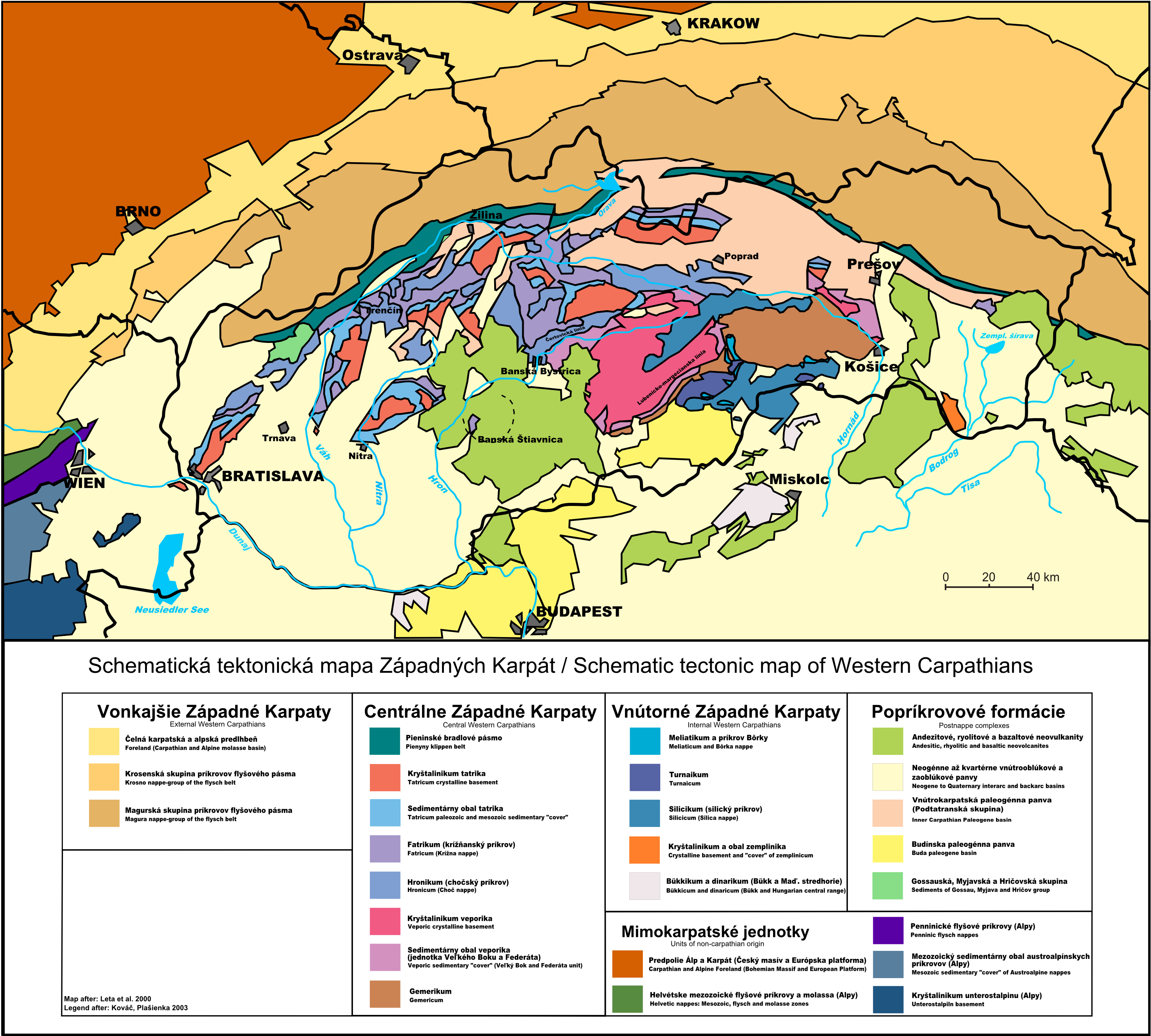
Mapa geologiczna Karpat Zachodnich

Flisz karpacki – określenie regionalnie występującego fliszu – serii naprzemianlegle ułożonych warstw skał osadowych morskiego pochodzenia, składających się z ławic i warstw na przemian zlepieńców, piaskowców, mułowców i iłowców, rzadziej rogowców i margli. Skały te powstały na dnie mórz wskutek działalności tzw. prądów zawiesinowych, które doprowadziły do charakterystycznego, frakcjonalnego uwarstwienia.
Uwarstwienie frakcjonalne fliszu charakteryzuje się nagromadzeniem grubego materiału skalnego w obrębie spągu warstwy i stopniowym przechodzeniem w materiał coraz drobniejszy, aż do osadów ilastych w obrębie stropu danej warstwy.
Proces powstawania fliszu karpackiego trwał wiele milionów lat. Teren dzisiejszych np. Beskidów przykrywały wody przybrzeżnego morza Tetydy. Na jego dnie osadzał się, w formie charakterystycznych warstw, materiał znoszony przez wody z pobliskiego lądu. Później nagromadzony, zdiagenezowany materiał skalny uległ sfałdowaniu, nasunięciu ku północnemu zachodowi, północy, północnemu wschodowi i wschodowi w formie płaszczowin i wypiętrzeniu.
Z fliszu karpackiego zbudowane są Karpaty Zewnętrzne – Beskidy (zwane też fliszowymi). Osadami fliszowymi wypełnione są także doliny otaczające Tatry (Orawa, Podhale wraz z Kotliną Zakopiańską i Gubałówką – tzw. flisz podhalański – oraz Liptów i Spisz).

## Skamieniałości fliszu karpackiego
Flisz karpacki generalnie jest ubogi w skamieniałości, z wyjątkiem otwornic oraz ichnofosylii. Jednak w rejonie Jasła – Birczy w obrębie oligoceńskich ( i) tzw. łupków menilitowych i warstw jasielskich występuje bogata fauna kopalna, obejmująca liczne ryby, a także rzadkie czworonogi, w tym ptaki, np. rodzaj Jamna i Eurotrochilus noniewiczi. Badania ryb z fliszu karpackiego prowadziła Anna Jerzmańska.